# Mário Pinheiro
Mário Pinheiro (Campos, c.  3 de Outubro de 1883 – Rio de Janeiro, 10 de janeiro de 1923) foi um cantor e violinista brasileiro. Seu primeiro disco O Cantor do Cisne, foi lançado em 1904 pela Odeon.